# Eugenio Medea
Eugenio Carlo Antonio Francesco Medea (Varese, 4 ottobre 1873 – Milano, 14 gennaio 1967) è stato un medico e psichiatra italiano.
Psichiatra e neuropatologo, Eugenio Medea si occupò soprattutto di problemi dello sviluppo infantile. Fu tra i fondatori della Lega italiana di igiene mentale.

## Biografia
Eugenio Medea, figlio di Tranquillo Medea e Luigia De-Vincenti, nacque a Varese il 4 ottobre del 1873.
All'età di quattro anni Eugenio rimase orfano di padre; la madre Luigia decise allora di trasferirsi a Milano presso il fratello Angelo De Vincenti e lo zio Serafino Biffi, illustri medici neuropsichiatri.
A Milano frequentò lo Stabilimento per ammalati di mente del quale Serafino Biffi era direttore e la villa Dosso-Biffi dello zio a Rancate in Brianza dove passava le vacanze. Ambienti familiari e colti caratterizzarono l'infanzia di Eugenio Medea.
L'ambiente in cui crebbe, ma soprattutto la conoscenza e la frequentazione dei maggiori esponenti della psichiatria italiana dell'Ottocento, ne stimolarono l'interesse per la medicina e per la neuropatologia.
Il 23 novembre 1891 Eugenio Medea, avendo superato gli esami di ammissione, firmò il regolamento sottopostogli dal Rettore dott. Luigi Concornotti, quale allievo n.3788 dalla data di fondazione del Collegio Ghislieri, iscritto alla Facoltà di Medicina e Chirurgia.
Eugenio Medea frequentò quindi il Collegio Ghislieri, istituto d'eccellenza di Pavia.
Il collegio permetteva a giovani di sesso maschile di proseguire gli studi presso una delle Università più prestigiose d'Italia, l'Università degli Studi di Pavia.
Il 14 ottobre 1895 scrisse una lettera al Rettore con la quale gli comunicava la necessità di lasciare il collegio per poter stare vicino alla madre che presentava problemi di salute.
L'abbandono del Collegio Ghislieri non implicò l'interruzione degli studi presso l'Università di Pavia.
Tra i suoi professori vi fu Camillo Golgi, del quale frequentò il laboratorio nelle stanze dell'Orto Botanico proprio vicino al Collegio Ghislieri. Frequentando la Clinica neuropatologica conobbe il professor Antigono Raggi, con il quale si laureò dottore in Medicina e Chirurgia il 7 luglio 1897, discutendo la tesi dal titolo Le forme psicopatiche a base neuroastenica, dedicata allo zio Angelo.
Subito dopo il conseguimento della laurea, Eugenio Medea iniziò a prestare servizio presso l'Ospedale Maggiore Ca' Grande di Milano come “praticante assumibile” Rispetto all'ambiente pavese al Ca' Grande di Milano era praticato maggiormente l'insegnamento di interesse anatomo-patologico tramite autopsia offrendo maggiori opportunità di studio e di ricerca. Durante questo periodo Medea pubblicò alcuni lavori in tema di clinica generale:L'impiego terapeutico dell'eroina, La lattofenina nel reumatismo poliarticolare acuto, La patogenesi della malattia di Stokes-Adams. Osservazioni cliniche ed anatomo-patologiche.
Medea fu quindi assunto per il tirocinio chirurgico nel comparto del primario Dalle-Ore e per il tirocinio medico in quello del primario Ripamonti all'Ospedale Maggiore.

### Matrimonio
Nel 1902 Eugenio Medea sposò Bianca Pisani, dalla quale ebbe l'unica figlia Alba (1905).
Alba, storica dell'arte, proseguì l'appassionata opera filantropica del padre.

### Esperienza europea
Nel 1902 i coniugi Medea si recarono a Parigi dove Eugenio frequentò la clinica neurologica di Joseph Jules Dejerine alla Salpetrière con il quale ebbe una stretta collaborazione. Dèjèrine presentò alla Societè de Neurologie alcuni lavori di Medea di istologia patologica del sistema nervoso compiuti nel laboratorio di Camillo Golgi, compreso uno studio sulla “neurite interstiziale ipertrofica”, forma morbosa individuata da Dèjèrine stesso. Il contributo di Medea riguardava l'applicazione di una nuova tecnica allo studio di reperti anatomici.
Medea seguì anche le lezioni di Fulgence Raymond, frequentò il laboratorio di Dèjèrine,  si recò con Valentin Magnan a Sainte Anne e non trascurò di presenziare al servizio e alle lezioni di Joseph Babinski alla Pitiè.
Durante l'esperienza parigina conobbe anche Pierre Marie e Alexandre-Achille Souques, una delle figure più rappresentative della scuola parigina, fondata da Jean-Martin Charcot.
Eugenio Medea, rientrato in Italia dalla Francia dopo un soggiorno di due anni, nel 1904 si preparò per la libera docenza tornando a frequentare il laboratorio di Golgi e a svolgere il tema che gli era stato affidato: Neuriti dal punto di vista clinico e anatomo-patologico.
Per svolgere tale compito applicò il metodo dello spagnolo Santiago Ramón y Cajal allo studio delle alterazioni della fibra nervosa nella nevrite parenchimatosa degenerativa sperimentale e in altre forme di nevrite.
I risultati furono soddisfacenti e il professor Emilio Veratti, che aiutò sempre Medea nei suoi lavori, gli suggerì di comunicare i risultati alla Società Medica di Pavia.
Seppur praticante assumibile, Medea fu incaricato dal 1904 in poi di tenere delle lezioni dimostrative di Neurologia clinica, illustrando i malati degenti delle Sale di Medicina e di Chirurgia messi a disposizione da diversi primari. All'Ospedale maggiore di Milano inoltre partecipò alle autopsie di Giuseppe Forlanini e offrì servizio neurologico ai malati ambulatoriali del Padiglione meccanoterapico Ponti.
Conseguito l'esame per la libera docenza, nel 1906 Eugenio Medea vinse il “premio Parravicini” dell'Ospedale Maggiore di Milano che gli aprì la via per la fondazione del Padiglione Biffi, una delle prime divisioni neurologiche in Italia.
L'assegnazione del riconoscimento prevedeva un soggiorno all'estero: Eugenio Medea, conoscendo già l'ambiente francese, scelse la Germania a quel tempo ricca di strumentazioni, laboratori e biblioteche.
Su consiglio dell'amico Paolo Pini, scelse di recarsi più precisamente a Berlino dove avrebbe potuto seguire le lezioni di Hermann Oppenheim,illustre neuropatologo tedesco.
L'autorità e la fama internazionale di Oppenheim fecero sì che la sua Policlinica privata divenisse un centro di grande importanza presso il quale affluivano malati inviati da tutta Europa.
La Policlinica permise a Eugenio di conoscere e lavorare a contatto con Fedor Krause e Richard Cassirer.
Durante il periodo berlinese Medea frequentò anche il laboratorio di Theodor Ziehen, direttore della clinica neurologica della Charitè dove conobbe anche altri illustri colleghi come Hugo Liepmann, Max-Einrich Lewandoski e Richard-Max-Wilhelm Henneberg. I risultati dell'internato presso Ziehen culminarono con la pubblicazione del ‘Contributo allo studio della emiatrofia cerebro-cerebellare crociata’ (1908).
Lo studio pubblicato si basava sullo studio del caso di una bambina di due anni affetta da emiplegia destra e morta a dodici anni per tisi. L'autopsia ne dimostrò l'atrofia dell'emisfero cerebrale sinistro e cerebellare destro. Al tempo la figlia di Medea, Alba, aveva tre anni e lo studio della piccola paziente lo coinvolse anche emotivamente; questo studio fu il suo primo approccio documentato nei confronti dell'infanzia ‘minorata’.
Lasciata Berlino, dopo un breve soggiorno a Heidelberg, Medea si recò a Monaco di Baviera per frequentare la clinica di Emil Kraepelin, che poteva vantare anche la collaborazione di Alois Alzheimer. L'istituto di Kraepelin era un modello: le bevande alcooliche erano proibite in clinica e nessun paziente veniva tenuto in contenzione. Dai laboratori della clinica passarono studiosi illustri da tutto il mondo tra i quali Ugo Cerletti, l'ideatore dell'elettroshockterapia che lavorò nel laboratorio di Alzheimer.
Il soggiorno tedesco portò Eugenio Medea a frequentare la Clinica di Malattie nervose diretta da Max Nonne all'ospedale di Amburgo, apprendendo dagli studi del medico tedesco che aveva istituito un particolare sistema di cura misto per la neurosifilide (patologia diffusa con una terapia non risolutiva fino all'avvento degli antibiotici) applicabile come complemento della terapia malarica nella paralisi progressiva.
Facendo tappa a Vienna Eugenio Medea conobbe il neurologo anatomopatologo Heinrich Obersteiner e il suo collaboratore Otto Marburg. In questo periodo Eugenio Medea lavorava alla base del suo Trattato compiendo studi di istologia, anatomia e fisiopatologia del sistema nervoso centrale.
Mentre si occupava di neurologia al laboratorio di Obersteiner, approfondiva la materia psichiatrica da Julius Wagner-Jauregg il quale si dedicava all'ipotesi della cura delle psicosi con la febbre.
A Zurigo, l'incontro con Costantin von Monakow, pioniere delle ricerche neuroanatomiche e neuropatologiche sul cervello, e il suo assistente Kurt Goldstein contribuì ulteriormente alla formazione di Medea. I due studiosi infatti stavano lavorando al concetto per cui la clinica neurologica dovesse essere tenuta presente come reale scienza biologica in rapporto alla dinamica del comportamento umano.
Nei pochi giorni che trascorse in seguito a Berna Medea apprese invece il metodo di psicoterapia di Paul-Charles Dubois che mirava a spingere i propri pazienti alla collaborazione parlando nelle sedute anche della natura dei loro problemi.
Nel 1913 Medea vinse il concorso per primario neurologo dell'ospedale Maggiore di Milano, dove assunse la direzione del nuovo padiglione Biffi, uno fra i primi reparti ospedalieri italiani di neuropsichiatria inaugurato l'anno precedente per volontà testamentaria di Antonio Biffi (morto nel 1908), fratello di Serafino. Giovanni Mingazzini e Camillo Negro furono suoi esaminatori.
I rapporti con allievi, collaboratori e colleghi furono di supporto al successo di Medea. Tra questi vi furono anche Giuseppe e Carlo Forlanini.
In costante collegamento con il mondo accademico sul piano della ricerca scientifica e su quello della didattica, dopo i soggiorni esteri, fino al 1915 Medea svolse un corso libero di neuropatologia presso l'Università di Pavia.
Il metodo di insegnamento di Medea volto alla pratica clinica fece sì che le sue lezioni fossero frequentate sia dagli studenti che dai professori di altre discipline.
Con la nascita a Milano degli Istituti Clinici di Perfezionamento nel 1904, Medea, su designazione di Luigi Mangiagalli, ebbe l'incarico di tenere un corso in Clinica delle malattie nervose, lezioni che tenne ogni anno fino all'istituzione dell'Università degli Studi di Milano nel 1924 dove divenne docente del corso che prese il titolo di Semeiotica delle malattie nervose.

### La Grande Guerra
La partecipazione alla grande guerra dopo un periodo di neutralità dell'Italia nel 1915 comportò il coinvolgimento dei diversi organi sanitari. Tra questi una funzione fondamentale fu svolta dal Padiglione Biffi di Milano, dove la sezione neurologica diretta da Medea fu assegnata alla cura dei lesionati al sistema nervoso in modo organico o funzionale. La sezione tuttavia non bastò ad accogliere l'afflusso di pazienti, così fu aggiunta una Sezione speciale nell'attiguo oratorio di San Carlo in modo da poter dividere i ricoverati con lesioni organiche da quelli con lesioni funzionali.
Imponente fu il lavoro svolto in collaborazione con Carlo Besta per i soggetti invitati dall'Autorità Militare e dall'Opera Nazionale Invalidi di Guerra al fine di stabilire la veridicità dei disturbi accusati in rapporto alla capacità del soldato di tornare in servizio.
Con Baldo Rossi prese parte all'iniziativa degli ospedali da campo per avvicinare gli ospedali ai feriti gravi, soprattutto neurolesi cerebrali e midollari e con traumi addominali.
Con l'avanzamento del fronte di guerra Medea arrivò ad operare nei campi del Carso, sull'altopiano di Asiago e quello della Basanizza a Gorizia; presso il campo di Bassano del Grappa invece vide la fine della guerra nel 1918, fu poi congedato dal fronte con il grado di colonnello medico di complemento.
Quando si concluse la grande guerra, Eugenio Medea ritornò a Milano all'Ospedale Maggiore dove, dopo un nuovo concorso, proseguì nella direzione del comparto di neurologia fino al 1938, anno in cui abbandonò il suo compito per motivi di età e il padiglione Biffi divenne la Clinica delle Malattie nervose diretta da Giuseppe Carlo Riquier.
La fine del conflitto comportò anche il ritorno di un gran numero di reduci invalidi.
La conoscenza di Medea con Senatore Borletti, conte di Arosio, portò all'inaugurazione il 1º agosto 1919 di un centro di riabilitazione per gli invalidi di guerra dedicato alla moglie di Borletti, Anna dell'Acqua.
L'istituto accoglieva i combattenti che a causa della guerra erano stati colpiti da grande invalidità del sistema nervoso o erano affetti da ferite o malattie che impedivano l'autonomia e la normalità dell'individuo.
Tra i membri più eminenti del Consiglio direttivo dell'Istituto vi furono, oltre a Borletti e Medea, il premio Nobel Camillo Golgi e Baldo Rossi.

### Lo studio e la cura dei problemi dell'infanzia
L'attività di Medea non si svolse solo presso il comparto di neurologia dell'Ospedale Maggiore, la sua attenzione infatti era volta anche allo studio e alla cura dei problemi dell'infanzia. Medea, la cui abilitazione alla libera docenza in clinica psichiatrica e neuropatologica fu definitivamente confermata nel maggio 1929, fu chiamato da Sante De Santis a condividere la direzione del rinato periodico Infanzia anormale, organo della PIA;(1919).
L'anno successivo trasformò la P.I.A. nella Società italiana assistenza minorati in età evolutiva (S.I.A.M.E.), istituendo, a Roma e a Milano, i primi sei consultori medico-psicopedagogici ispirati al modello delle americane Child Guidance Clinics, discutendo progetti di legge per l'assistenza medica ed educativa ai minori anormali, realizzando a Milano una fra le prime ‘Scuole per genitori’, e attivando quindi una propaganda regionale e nazionale ramificata in favore dei principî organizzativi dell'assistenza e dell'istruzione.
La sua azione fu finalizzata ad attribuire all'igiene mentale il ruolo di disciplina scientifica e a promuoverne l'opera sociale di prevenzione attiva.
Anche per questo fu tra i fondatori, nel 1924, della Lega italiana di igiene mentale, della quale per diversi anni fu incaricato della presidenza, deputata alla realizzazione e all'organizzazione di speciali centri e dispensari extraospedalieri, indispensabili strumenti per la profilassi dei disturbi mentali e dei comportamenti di devianza sociale.
Nel 1933 gli fu affidata la trattazione del tema Igiene mentale nella scuola al congresso europeo della Lega di igiene mentale, tenutosi a Roma.
Fu presidente della Società lombarda di criminologia e aderì inoltre all'Associazione mondiale New Education Fellowship (N.E.F.).
Partecipò al dibattito sui vari problemi della assistenza psichiatrica, sulla necessità di procedere alla riforma della legge manicomiale del 1904, sugli aspetti criminologici e di difesa sociale della devianza minorile.
Nel 1950, al primo congresso nazionale della SIAME, vi fu l'incontro con l'associazione La nostra famiglia, un ente benefico per l'infanzia bisognosa fondato da don Luigi Monza, che lo convinse della realizzabilità del progetto da tempo maturato dell'istituzione di un centro regionale di accoglienza per bambini in difficoltà, in quegli anni ancora rinchiusi in ospedali psichiatrici o in istituti non specializzati.

### Ultimi anni
Il 24 ottobre 1966, contribuì personalmente alla fondazione del padiglione Bianca Medea per il riadattamento sociale, scolastico e lavorativo dei bambini epilettici; poco più tardi, grazie ancora ai suoi lasciti patrimoniali e all'attiva partecipazione della figlia Alba, nacque un padiglione per la rieducazione di minori spastici e discinetici presso l'istituto La nostra Famiglia a Bosisio.
Medea morì a Milano il 14 gennaio 1967.

## Premi e riconoscimenti
Nel 1949 gli fu attribuito l'Ambrogino d'oro.
Nel 1986 gli fu intitolato l'Istituto di ricovero e cura a carattere scientifico Eugenio Medea.
Gli è stata intitolata una via di Milano.